# Konoe Motohiro

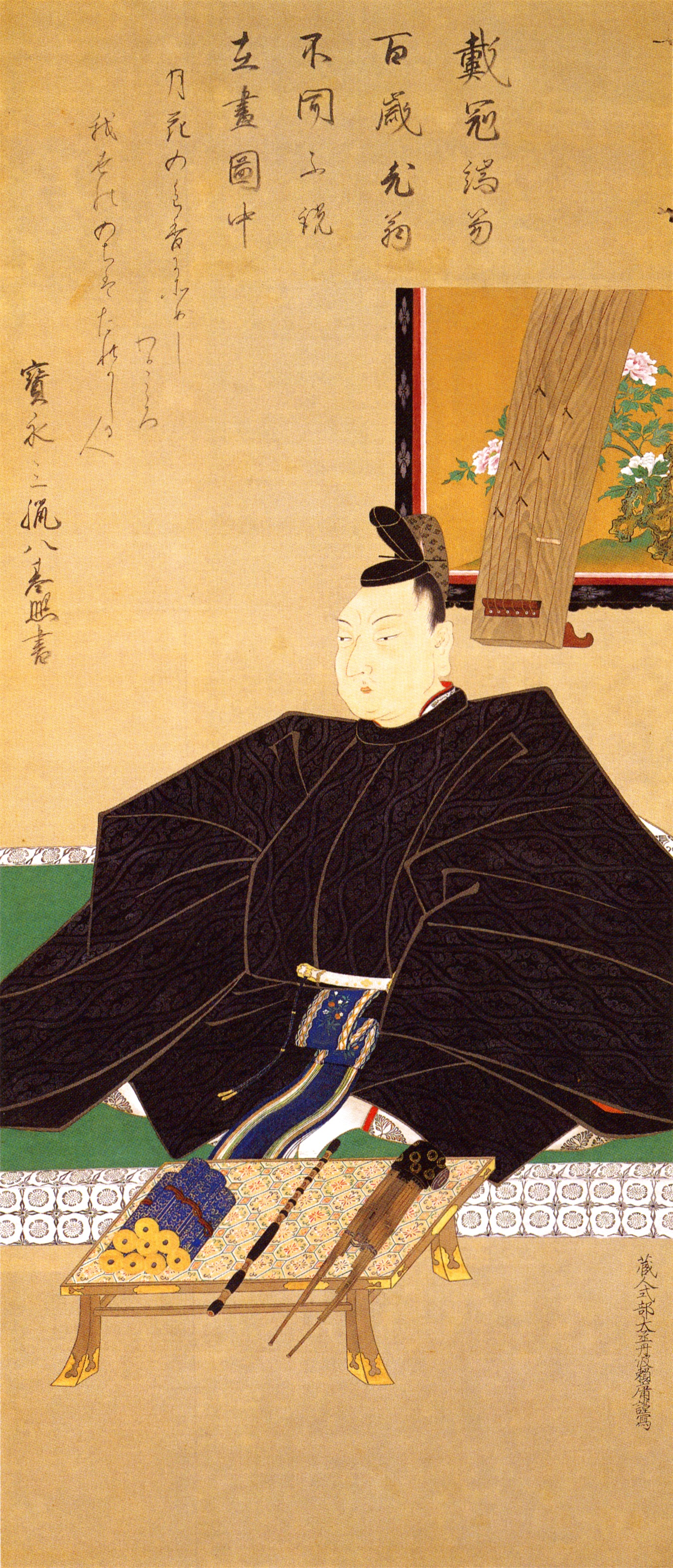
Konoe Motohiro

Konoe Motohiro (jap. 近衛 基熙; * 1648; † 1722), veraltet Konoye Motohiro, war Maler, Kalligraph und von 1690 bis 1703 Kampaku (Regent) für den japanischen Kaiser Higashiyama.

## Lebensweg
Der Vater Konoe Motohiros war der zurückgetretene Kampaku Konoe Hisatsugu (近衛 尚嗣). Er galt als einer der bedeutendsten Kenner des Protokolls und klassischen Hofzeremoniells und legte Wert auf dessen Anwendung. Am Kaiserhof stand er im folgenden im ersten Hofrang. 1690 erfolgte die Ernennung zum Kampaku für Kaiser Higashiyama (bis 1703). Er setzte damit die ihm als Geburtsrecht zustehende Familientradition fort. Nach seinem Rücktritt beriet er seine Nachfolger Iehiro und Iehisa.
1706 erreichte er in Edo die Zustimmung des Shōgunats, den kaiserlichen Prinzen Masu (später Nakamikado) zum Kronprinzen zu ernennen. Nach der Regentschaft hielt er 1709/10/25-12/9 das Großkanzleramt (Dajo-daijin).
Edo besuchte er 1710/4–1712/3. Während dieser Zeit wurden Botschaften vom König von Ryūkyū und aus Korea (1711) empfangen, er dürfte zur Klärung protokollarischer Fragen beratend tätig gewesen sein.
Verheiratet war Motohiro mit der kaiserlichen Prinzessin Shina-no-miya Tsuneko nai-shinnō (品宮 常子内親王), der sechzehnten Tochter von Go-Mizunoo. Ihr Tagebuch ist als Mujōhōin-dono gonniki überliefert. Das Familieneinkommen war mit 1800 koku (1679) eher bescheiden. Seine Tochter Konoe Hiroko (近衛 熙子; 1660–1741/2/28) wurde – unstandesgemäß – die Hauptfrau (midaidokoro) des Shōgun Tokugawa Ienobu. Der Schwiegersohn begann, als designierter Shōgun, Motohiros Haushalt jährlich mit 500 ryō (ca. 9 kg) Gold zu subventionieren, die Summe stieg nach Amtsantritt auf 3000 ryō, um nach dem Tod wieder geringer zu werden. Dazu kamen weitere Geschenke an die Familie (z. B.: 1709, 4500 ryō und Güter). Für seine „Beratertätigkeit“ zu Fragen höfischen Protokolls während seiner zwei Jahre in Edo erhielt er vom Shōgun 500 ryō monatlich.
Mit seiner Konkubine Azechi hatte er eine Tochter, Yasugimi (* 1706/1/5).
Motohiros Sohn Konoe Iehiro (近衛 家煕) war Kampaku und Sesshō von 1707 bis 1712. Der zweite Sohn Nobuna starb 1684.

## Quelle
- Berend Wispelwey (Hrsg.): Japanese Biographical Archive. Fiche 167, K. G. Saur, München 2007, ISBN 3-598-34014-1.